# Krchleby (Pardubice)
Krchleby (deutsch Krchleb, 1939–45 Kirchleb) ist eine Ansiedlung der Stadt Pardubice im Okres Pardubice, Tschechien. Sie liegt sieben Kilometer westlich des Stadtzentrums von Pardubice und gehört zum Ortsteil Lány na Důlku (Stadtteil Pardubice VI).

## Geographie
Krchleby befindet sich linksseitig der Elbe am Unterlauf des Baches Podolský potok in der Polabská rovina (Elbniederung). 
Nördlich des Dorfes liegen das Rückhaltebecken Lhotka und die Schleuse Srnojedy. Im Süden führt die Bahnstrecke Česká Třebová–Praha an Krchleby vorbei, dahinter liegt das Wildgehege Staré Čívice. 
Nachbarorte sind Rybitví im Norden, Semtín und Rosice im Nordosten, Srnojedy und Zadní Polabina im Osten, Svítkov und Popkovice im Südosten, Staré Čívice im Süden, Bezděkov, Kokešov, Veselí, Lepějovice und Valy im Südwesten, Lány na Důlku im Westen sowie Živanice und Černá u Bohdanče im Nordwesten.

## Geschichte
Die erste Erwähnung der Feste und des Dorfes Krchleby erfolgte 1323 als Sitz des Beneš von Krchleby. Im 15. Jahrhundert wurden die Güter Srnojedy und Popkovice mit Krchleby vereinigt. 1462 verkaufte Jan Žák der Ältere von Krchleby die Feste Krchleby mit allem Zubehör an die Brüder Jan und Jiří Ohništský von Ohnišťany. Jan der Jüngere Ohništský veräußerte die Herrschaft Krchleby 1502 an die Stadt Chrudim. In der ersten Hälfte des 16. Jahrhunderts wurde das Gut Popkovice wieder von Krchleby abgetrennt. Wegen der Beteiligung der Stadt Chrudim am Ständeaufstand gegen die Habsburger konfiszierte König Ferdinand I. 1547 deren Güter. 1548 verkaufte die Hofkammer die Herrschaft Krchleby an Johann von Pernstein, der sie seiner Herrschaft Pardubitz zuschlug. Dabei wurde die Feste letztmals erwähnt; sie verlor danach ihre Bedeutung und erlosch wahrscheinlich im 17. Jahrhundert. Die Herren von Pernstein unterstellten Krchleby der Rychta Jezbořice. 1560 verkaufte Jaroslav von Pernstein die Herrschaft Pardubitz an Ferdinand I. Dessen Nachfolger Maximilian II. übertrug die Verwaltung der königlichen Herrschaften der Hofkammer. Das von vier Teichen – dem Hluboký rybník, Habřin, Starý rybník und Zámecký rybník – umgebene Dorf wuchs in den nachfolgenden Jahrhunderten kaum an. Die Fischteiche wurden im 19. Jahrhundert abgelassen.
Im Jahre 1835 bestand das im Chrudimer Kreis gelegene Dorf Krchleb aus 8 Häusern, in denen 45 Personen lebten. Abseits lag die zweigängige Mühle Koschlan bzw. Koschlin. Pfarr- und Schulort war Lan ob der Gruben (Lány na Důlku).  Zwischen 1842 und 1845 wurde südlich des Dorfes die k.k. Nördliche Staatsbahn angelegt. Bis zur Mitte des 19. Jahrhunderts blieb Krchleb der k.k. Kameralherrschaft Pardubitz untertänig. 
Nach der Aufhebung der Patrimonialherrschaften bildete Krchleby ab 1849 einen Ortsteil der Gemeinde Lány na Důlku im Gerichtsbezirk Pardubitz. Ab 1868 gehörte das Dorf zum Bezirk Pardubitz. 1890 hatte Krchleby 58 Einwohner und bestand aus 8 Häusern. 1948 verlor Krchleby seinen Status als Ortsteil von Lány na Důlku. Zu Beginn des Jahres 1986 erfolgte die Eingemeindung nach  Pardubice. 1992 wurde Krchleby dem 6. Stadtbezirk zugeordnet.

## Ortsgliederung
Krchleby bildet den östlichen Teil des Ortsteils Lány na Důlku und gehört zum Katastralbezirk Lány na Důlku.

## Sehenswürdigkeiten
- Ehemalige Wassermühle Krchlebský mlýn (Haus Nr. 107) unterhalb des Dammes des Hluboký rybník am Podolský potok.[2]
- Wüste Feste Krchleby am südöstlichen Ortsrand. In der Mitte des 19. Jahrhunderts war der zwischen den Teichen Hluboký rybník, Starý rybník und Zámecký rybník gelegene Burgstall noch gut erhalten: Heber beschrieb einen runden Westhügel und einen ovalen Osthügel, die von einem Graben und ovalen Wall umgeben waren. Heute ist die verbuschte Anlage nur noch schwer erkennbar, der Westhügel wurde in der zweiten Hälfte des 20. Jahrhunderts zudem durch Melioration beschädigt.